# لويس هاو
لويس هاو (بالإنجليزية: Louis Howe)‏ (و. 1871 – 1936 م) هو كاتب أمريكي، ولد في إنديانابوليس، توفي في بيثيسدا، عن عمر يناهز 65 عاماً.